# Lucien (seigneur de Monaco)
Pour les articles homonymes, voir Lucien.
Lucien de Monaco (italien : Luciano Grimaldi ; monégasque : Lüçia̍n Grimaldi), né en 1481 et mort en 1523, est le souverain de Monaco du 11 octobre 1505 au 22 août 1523.

## Biographie
Il est le frère du précédent souverain de Monaco, Jean II.

## Armoiries
| Blason | Blasonnement : Fuselé d'argent et de gueules. |